# Парапсихология

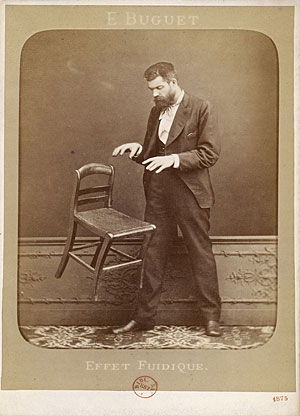
Французский фотограф духов Эдуард Исидор Бюге (1840—1901) демонстрирует телекинез на мистифицированной фотографии 1875 года под названием «Флюидный эффект». Бюге был арестован в том же году за подделку фотографий призраков и отсидел год в тюрьме

Парапсихоло́гия (от др.-греч. παρα- «возле, около») — комплекс псевдонаучных направлений, ставящих целью обнаружение сверхъестественных психических способностей людей, животных и растений, жизни после смерти и подобных явлений с использованием научной методологии. Парапсихологи заявляют, что проводили лабораторные и полевые исследования конфиденциально и финансировались некоторыми университетами, но лишь малая часть результатов этих исследований публиковалась в научных журналах.
В прошлом подавляющее количество парапсихологических экспериментов включало попытки психического воздействия на генератор случайных чисел с целью доказать существование психокинеза; сенсорную депривацию и метод ганцфельда для исследования феноменов экстрасенсорного восприятия, проводимых согласно контракту с правительством США, для того, чтобы рассмотреть перспективы и возможности практического использования дальновидения.
К парапсихологии также относятся исследования, связанные с другими областями психологии: трансперсональную психологию, постулирующую трансцендентальные аспекты человеческого разума, а также аномальную психологию, исследующую не поддающиеся объяснению верования и субъективные аномальные события в традиционных психологических условиях.
В паранауке сформировался устойчивый набор понятий, на основе которых строится большинство парапсихических «теорий». Эти понятия отличает неопределённость или неопределимость и в то же время особая «фундаментальность». К ним принадлежат «биополе», «информационное поле», «психическая энергия», «тонкая материя», «астральный план» и др.
К основным «пси-явлениям» парапсихологи относят следующие: экстрасенсорное (внечувствительное) восприятие, телепатия, телекинез (психокинез), ясновидение (и яснослышание), яснознание, полтергейст, ретрокогниция, ретроскопия, дальновидение, внушение (мысленное внушение), ретропсихокинез, пирокинез (пирогения), биолокация, лозоходство, пси-целительство, биоэнергетическое целительство, околосмертные переживания, внетелесное переживание, астральное тело, привидение (фантом, привидение), медиумизм (англ. channeling), спиритизм, реинкарнация, материализация «мыслеформ», телепортация, левитация, кожно-оптическое восприятие, яснообоняние, ясноосязание, ПИД-Эффект, аэрокинез — способность управлять потоками воздуха силой мысли, прекогниция (то же, что проскопия) — способность выявлять прошлые и будущие события, криокинез — способность понижать температуру и управлять льдом на расстоянии силой мысли.
Большинство учёных считают парапсихологию псевдонаукой, поскольку за более чем столетие исследований в рамках этой дисциплины не представлено ни одного приемлемого доказательства существования заявляемых «парапсихических» способностей.

## Терминология

В ранних парапсихологических исследованиях в целях экспериментального подтверждения возможности телепатической связи использовались карты Зенера. Используются на логотипе парапсихологического Исследовательского центра Райна

Термин «парапсихология» (пара’психология — происходит от греческого: παρά — означающего «около», и психологии) был впервые введён немецким учёным, доктором философии и известным исследователем психики Максом Дессуаром в 1889 году. На тот момент времени под данным словом понималась также область исследований, сейчас называемая психопатологией. Термин «парапсихология» в современном значении впервые был использован в 1908 году, а одобрен и принят Джозефом Бэнксом Райном в 1930 году в качестве замены термина «психические исследования» для указания на значительный сдвиг в сторону экспериментальной методологии и академичности исследований. Широкое распространение термин получил только с 1937 года, после того, как в США вышел в свет первый номер «Журнала парапсихологии», главным редактором которого длительное время был Джозеф Бэнкс Райн.
Начиная с 1942 года многообразие парапсихологических феноменов начали обозначать греческой буквой Пси, отсюда происходят выражения — пси-явления, феномены пси, пси-фактор и др. Данное обозначение было введено в 1940 году Таулесом и Визнером для того, чтобы сослаться на коллективные явления, описываемые как телепатия, ясновидение, привидение и телекинез. Б. Райн, впервые сформулировавший термин экстрасенсорное восприятие в 1930 году, также одобрял использование термина «PSI». Некоторое дальнейшее дробление было предложено Таулесом и Визнером, включая термины «пси-гамма» для ЭСВ, и «пси-каппа» для ПК, однако данные термины не получили широкого распространения.
Парапсихологи используют термин пси для обозначения предполагаемой единой силы, которая, по их мнению, лежит в основе изучаемых ими явлений. Пси определяется в «Журнале парапсихологии» как «персональные факторы или процессы в природе, которые выходят за рамки принятых законов» (1948) и «которые являются нефизическими по своей природе» (1962); используется для охвата заявленных явлений — как экстрасенсорного восприятия, «осознания или реакции на внешнее событие или влияние, не воспринимаемое сенсорными способами» (1962) или выведенное из сенсорного знания; так и психокинеза, «прямого влияния, оказываемого субъектом на физическую систему без какой-либо известной промежуточной энергии или инструментария» (1945).

## История
Исторически, парапсихология начала формироваться в результате рациональных научных попыток переосмысления оккультно-мистического наследия человечества (представляющего собой своеобразные протонаучные знания), а также различных явлений, часто рассматриваемых как сверхъестественные или необъяснимые, некоторым образом связанные с и проявляемые посредством психики человека и, иногда, психики животных.
История современной парапсихологии начинается с создания Общества психических исследований в Лондоне (1882) и США (1885).

### Начало психических исследований

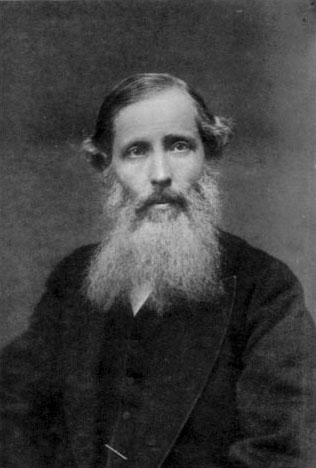
Генри Сиджвик — английский философ и экономист. Один из основателей и первый президент Общества психических исследований, член Метафизического общества

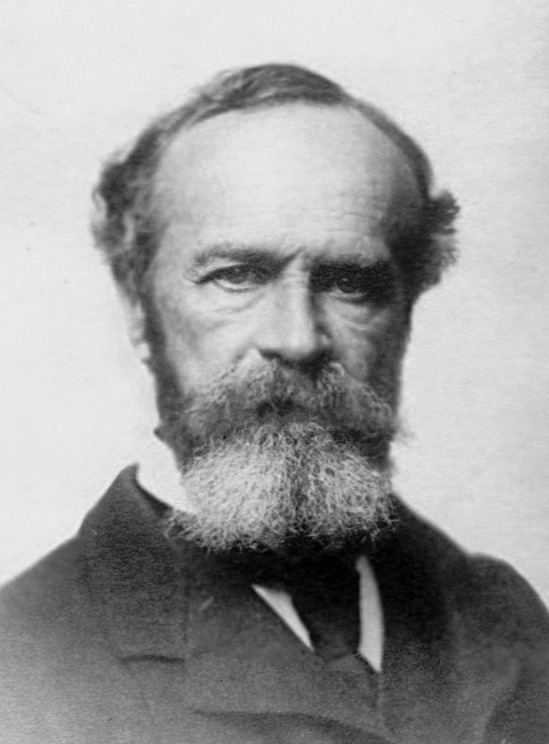
Американский психолог и философ Джеймс, Уильям (1842—1910) был одним из первых исследователей парапсихологических явлений.

Общество психических исследований (ОПИ) было основано в Лондоне в 1882 году. Формирование ОПИ было первым систематическим усилием для организации учёных и исследователей в целях критического и устойчивого расследования паранормальных явлений. ОПИ включало философов, учёных, преподавателей и политиков, таких как Сиджвик, Генри, Бальфур, Артур, Крукс, Уильям, Руфус Осгуда Мейсон и Рише, Шарль.
ОПИ вели исследования в нескольких областях: телепатия, гипноз, явления Райхенбаха, ясновидение, а также в области физических аспектов спиритизма, таких как автоматическое письмо и возникновение материи из неизвестных источников (материализация). ОПИ стало моделью для аналогичных обществ в других европейских странах и США в конце XIX века. Во многом благодаря поддержке психолога Уильяма Джеймса, Американское Общество психических исследований (ASPR) открыло свои двери в Нью-Йорке в 1885 году. ОПИ и ASPR совместно продолжали исследования в области парапсихологии.

### Джозеф Райн

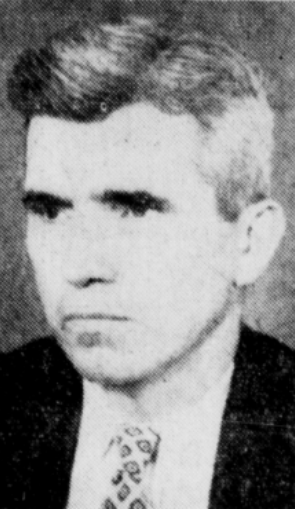
Джозеф Бэнкс Райн из Университета Дьюка, американский ботаник, который стремился сделать парапсихологию разделом психологии

В 1911 году Стэнфордский университет стал первым учебным заведением в Соединённых Штатах, начавшим изучение экстрасенсорного восприятия (ЭСВ) и телекинеза (ПК) в лабораторных условиях. Усилия возглавлял психолог Джон Эдгар Кувер. В 1930 году Дьюкский университет стал вторым крупным учебным заведением в США, участвующим в критическом изучении ЭСВ и телекинеза. Под руководством психолога Макдугалл, Уильяма Карл Зенер, Джозеф Бэнкс Райн и Луиза Райн начали ЭСВ-лабораторные эксперименты с использованием добровольцев из студентов университета. В отличие от подходов Общества психических исследований, которые в целом стремились к качественному доказательству существования паранормальных явлений, эксперименты в Университете Дюка были количественными, статистическими подходами с использованием карт и игральных костей. Разработанные в результате стандартные лабораторные процедуры для ЭСВ-тестирования стали общепринятыми и заинтересовали исследователей во всём мире.
Издание книги Б. Райна «Новые рубежи разума» (1937) принесло известность экспериментам. В своей книге Райн популяризировал слово «парапсихологии», которое было придумано более чем 40 лет назад психологом Максом Дессуаром. Райн также основал автономные лаборатории парапсихологии и начал выпуски «Журнала парапсихологии», который он редактировал совместно с МакДугаллом.
Райном совместно с Карлом Зенером была разработана система статистических испытаний для ЭСВ. В результате данных исследований процент правильных угадываний символов оказался значительно выше статистически вероятного, что было воспринято как свидетельство о существовании парапсихологических способностей. Райн заявил в своей первой книге «Экстрасенсорное восприятие» (1934), что после 90000 испытаний он почувствовал, что ЭСВ является «фактическим и очевидным явлением».
Данные парапсихологические эксперименты вызвали много критики со стороны учёных и других лиц, которые оспаривали концепции и методику доказательства ЭСВ. Одним из видов такой критики было обвинение в плохой постановке эксперимента. Маг и иллюзионист Милборн Кристофер писал годами позже, что он почувствовал, что «есть по меньшей мере десяток способов, которыми испытуемый при желании может обмануть экспериментаторов в рамках условий эксперимента» Райна.
Райн и его коллеги пытались учесть критику при проведении новых экспериментов, о которых выпустили книгу «Экстрасенсорное восприятие после шестидесяти лет исследований» (1940).
Администрация университета Дюка постепенно всё меньше симпатизировала парапсихологии, и вскоре после выхода на пенсию Райна в 1965 отдел был расформирован. Райн позднее создал фонд по изучению природы человека (FRNM) и Институт парапсихологии в качестве развития лаборатории Дюка. В 1975 году к столетию со дня рождения Райна FRNM была переименована в Исследовательский центр Райна. Сейчас центр заявляет, что организация «направлена на улучшение условий жизни человека путём создания научного понимания этих [сверхъестественных] возможностей и особенностей, которые появляются в пределах обычных измерений пространства и времени».

### Создание Парапсихологической ассоциации
Парапсихологическая ассоциация (ПА) была создана в Дареме, Северная Каролина, 19 июня 1957 года. Её создание было предложено Джозефом Бэнксом Райном на семинаре по парапсихологии, который был проведён в лаборатории парапсихологии Университета Дюка. Райн предложил группе создать ядро международного профессионального сообщества в области парапсихологии. Цель этой организации, как указано в её Уставе, «содействовать парапсихологии как науке с целью распространения знаний, и интегрировать результаты с результатами других отраслей науки».
Под руководством антрополога Маргарет Мид Парапсихологическая ассоциация сделала большой шаг в развитии областей парапсихологии в 1969 году, когда она стала аффилированной организацией с Американской ассоциацией содействия развитию науки (AAAS), крупнейшим научным сообществом в мире. В 1979 году физик Джон А. Уилер отмечал, что парапсихология псевдонаучна и что её принадлежность к AAAS необходимо пересмотреть, однако его предложение по пересмотру не увенчалось успехом. Сегодня Парапсихологическая ассоциация состоит из около трёхсот сотрудников и ассоциированных членов по всему миру.

### Увеличение количества исследований в 1970-е годы
Принадлежность Парапсихологической ассоциации (ПА) к Американской ассоциации содействия развитию науки, наряду с общей открытостью для исследований парапсихических и оккультных явлений в 1970-х годах, за десятилетие привела к увеличению количества парапсихологических исследований. В течение этого периода были сформированы другие связанные с ней организации, в том числе Академия парапсихологии и медицины (1970), Институт паранаук (1971), Академия религии и психических исследований, Институт духовных наук (1973), Международная кирлиан-исследовательская ассоциация (1975), а также инженерно-аномалистический отдел Принстонской научно-исследовательской лаборатории (1979). В течение этого времени парапсихологические работы были также проведены в Стэнфордском научно-исследовательском институте.
В течение этих лет сфера парапсихологии сильно расширилась. Психиатр Стивенсон, Ян провёл большую часть своих спорных исследований реинкарнаций в 1970-х годах. Психолог Тельма Мосс проводила изучение кирлиан-эффекта в лаборатории парапсихологии UCLA. Приток духовных учителей из Азии и их заявления о реализации пси-способностей путём медитации привели к исследованиям с использованием изменённых состояний сознания. Американское общество психических исследований (директор по исследованиям — Карлис Осис) проводили эксперименты по внетелесному опыту. Физик Рассел Тарг ввёл термин удалённого наблюдения для использования в некоторых из его работ в Шри в 1974 году.
Всплески паранормальных исследований продолжались и в 1980-е годы: Парапсихологическая ассоциация работала в более чем 30 странах. Кроме того, исследования, не связанные с ПА, проводились в Восточной Европе и Советском Союзе. В частности в СССР 1920-х гг. психофизиологом Л. Л. Васильевым проводились исследования в области телепатии и ясновидения; в 1960-х при НТО радиотехники и электросвязи им. А. С. Попова была организована секция биоинформации; и секция технической парапсихологии и биоинтроскопии при ЦП НТО приборостроительной промышленности".

### Парапсихология в позднейшее время
С 1980-х годов парапсихологические исследования в Соединённых Штатах заметно сократились. Первоначальные исследования сейчас рассматриваются как неубедительные, и парапсихологи столкнулись с сильным сопротивлением со стороны научного сообщества. Некоторые эффекты, считавшиеся паранормальными, например, эффект Кирлиана — по мнению некоторых исследователей, представляющий визуализацию ауры человека, попали под более строгий научный контроль, что вызвало исчезновение эффекта или его истолкование в рамках известных физических эффектов, в результате чего данные направления исследований зашли в тупик. Многие лаборатории университетов в Соединённых Штатах закрылись, сославшись в качестве причины на отсутствие признания исследований со стороны науки; часть парапсихологических исследований сводится к частным учреждениям, финансируемым из частных источников. После 28 лет исследований отдел инженерных аномалий Принстонской научно-исследовательской лаборатории (PEAR), которая изучала телекинез и телепатию, был закрыт в 2007 году. В официальном пресс-релизе указывалось, что причиной закрытия стало выполнение проектом своей миссии, в том числе по накоплению эмпирических свидетельств реальности парапсихологических явлений.
Два университета в настоящее время в США имеют академические лаборатории парапсихологии: отдел исследований восприятия в университете штата Вирджиния на факультете психиатрии, изучающий возможности выживания сознания после телесной смерти, и лаборатория «S Veritas» в университете Аризоны, которая проводит исследования медиумических явлений. Англия ведёт парапсихологические исследования в Европе, финансируя частные лаборатории университетов Эдинбурга, Нортхэмптона, и Ливерпуля, а также многие другие.
Парапсихологические исследования были дополнены другими субдисциплинами психологии: аномалистическая и трансцендентальная психология.

## Исследования

### Сфера
Парапсихологические исследования изучают ряд следующих основных, предполагаемо, паранормальных явлений, но не ограничивается ими:
- Телепатия: Гипотетическая способность мозга успешно передавать мысли, образы, чувства и неосознаваемое состояние другому мозгу или организму непосредственно на расстоянии.
- Предвидение: Восприятие информации о будущих местах или событиях ещё до их возникновения.
- Ясновидение: Удалённое получение информации о местах и событиях с помощью средств, неизвестных современной науке.
- Телекинез: Способность сознания влиять на материю, время, пространство или энергию с помощью неизвестных современной науке механизмов.
- Околосмертные переживания: Опыт человека, который был «на грани смерти» или пережил клиническую смерть.
- Реинкарнация: Возрождение души или других нефизических аспектов человеческого сознания в новом физическом теле после смерти.
- Призрачный опыт: Явления, связанные с призраками.

Определения терминов выше могут не всегда отражать их основного использования, а также мнения всех парапсихологов и их критиков.
По данным Парапсихологической ассоциации (США), парапсихологи не изучают все паранормальные явления, и в сферу исследований не входят: астрология, неопознанный летающий объект, снежный человек, язычество, вампир, алхимия, магия или колдовство.

### Методология
Парапсихологи используют различные подходы к изучению паранормальных явлений. Эти методы включают в себя качественные методы, используемые в традиционной психологии, а также и количественные эмпирические методики.

### Ганцфельд

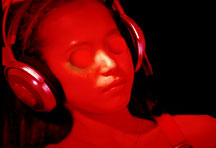
Участник ганцфельд-эксперимента

Ганцфельд (от нем. ganzfeld «целое поле») разработан в 1971 году Чарльзом Хонортоном, представляет собой метод, используемый для проведения телепатических экспериментов. Рассматривается как техника умеренной сенсорной депривации, созданной, чтобы уменьшить психический «шум», обеспечивая мягкое, последовательное уменьшение стимулов от зрительных и слуховых анализаторов. Данный тип эксперимента обычно представляет собой следующее: перципиент, расслабившись, находится в мягком кресле или лежит на кровати в звукоизолированной камере; глаза закрыты полупрозрачными полушариями, которые часто делают из половинок шариков для пинг-понга; на полушария через красный фильтр направлен относительно яркий свет. Через наушники испытуемому воспроизводят белый или розовый шум. В этих условиях монотонность сигналов из внешнего мира снижает субъективный уровень их восприятия сознанием. Изолированный от воздействия звуков и образов перципиент получает возможность с наибольшим вниманием «прислушиваться» к возникающим в своём сознании образам, связанным, предположительно, с восприятием телепатически передаваемого индуктором сюжета. В ганцфельд-эксперименте индуктор также располагается в звукоизолированной комнате. Перед началом эксперимента подготавливается серия целей или «мишеней», предъявляемых индуктору: это могут быть стереоскопические изображения, рисунки, видеосюжеты (для каждого эксперимента что-либо одно).
Последовательность предъявления целей индуктору определяет компьютер на случайной основе. В течение каждой попытки индуктор мысленно передаёт ту или иную мишень перципиенту, который в это время сообщает в микрофон приходящие ему в сознание образы. По завершении эксперимента перципиенту предъявляется набор мишеней, одна из которых передавалась в каждой очередной попытке; его задача — выбрать ту, что была воспринята индуктором. Задача экспериментатора — выявить сходство мишени с её описанием, ранее переданным перципиентом.

### Удалённый просмотр
Удалённый просмотр (удалённое наблюдение) — метод экспериментальной проверки экстрасенсорной способности восприятия информации об удалённом месте (мишени), состоящей из объекта, места или человека, которые скрыты от физического восприятия наблюдателя и часто отделены от зрителя на определённое расстояние.
Несколько сотен таких экспериментов было проведено исследователями за последние 25 лет, в том числе отделом инженерных аномалий Принстонской научно-исследовательской лаборатории (PEAR). Когда лаборатория PEAR закрыла свои двери в конце февраля 2007 года, её основатель, Роберт Г. Ян, сообщил, что «в течение 28 лет мы сделали то, что мы хотели сделать, и нет никаких причин, чтобы продолжать воспроизводить и дальше те же данные, свидетельствующие об очевидности явления». Тем не менее, физик Роберт Л. Парк сделал заявление по поводу деятельности PEAR: «Это был позор для науки».
Также некоторые из таких экспериментов были проведены по заказу правительства Соединённых Штатов Америки как часть шпионской программы «Звёздные врата». Эксперименты были прекращены в 1995 году, так как в ходе экспериментов не удалось получить никаких достоверных данных.

### Психокинез с генератором случайных чисел
Появление мощных и недорогих электронных и компьютерных технологий позволило разработать полностью автоматизированные эксперименты по изучению возможных взаимодействий между сознанием и материей. В самых частых экспериментах такого типа используется генератор истинных случайных чисел (ГСЧ), основанный на электронном или радиоактивном шуме, создающем поток данных, которые записываются и анализируются с помощью компьютерной программы. В эксперименте субъект пытается мысленно изменить распределение случайных чисел, что, по теории парапсихологов, должно приводить к построению чисел в особую последовательность, например, когда статистически выпадение «1» начинает особым образом превалировать над «0» (в норме соотношение количества сгенерированных чисел «0» и «1» должно быть примерно 1:1). В эксперименте присутствует строгий контроль и сбор большого количества данных в очень короткий период времени. Этот метод используется для тестирования лиц на способность к телекинезу, а также для проверки возможного совместного влияния больших групп людей на ГСЧ.
Основные данные мета-анализа в виде баз данных публиковались каждые несколько лет, начиная с публикации 1986 года в журнале Foundations of Physics. Основатель Принстонской научно-исследовательской лаборатории (PEAR) Роберт Г. Ян и его коллега Бренда Данн сообщили о том, что во всех случаях было установлено, что существует небольшой, но статистически значимый результат, свидетельствующий о явлении психокинеза в экспериментах. Данные мета-анализа были опубликованы в «Psychological Bulletin», наряду с несколькими критическими комментариями, где были проанализированы результаты 380 исследований. Авторы указали на общий положительный эффект, который статистически значим, но очень мал, и, вероятно, может быть объяснён некоторыми систематическими ошибками. Авторы экспериментов считают, что в последующем требуется проведение дальнейших исследований для подтверждения либо опровержения явления психокинеза с использованием ГСЧ.

### Прямое психическое взаимодействие с живыми системами
Биопсихокинез (био-PK), «Прямое Психическое Взаимодействие с Живыми Системами» англ. Direct Mental Interactions with Living Systems (DMILS) изучает феномены воздействия одного человека на психофизиологическое состояние другого удалённого человека.
Представляет собой осуществляемое мысленным усилием внушение объекту определённых команд, управляющих поведением объекта, и «моделей» внутреннего физиологического состояния, воспринимаемых объектом без задействования органов чувств и осуществляемыми им без осознания их обусловленности внешним влиянием, а также мыслей, эмоций и галлюцинаторного восприятия.
Парапсихологи утверждают, что в экспериментах было показано, что внимание одного человека, направленное на другого удалённого, изолированного человека может значительно активизировать или успокоить нервную систему перципиента. В мета-анализе этих экспериментов, опубликованном в British journal of psychology в 2004 году, исследователи обнаружили небольшой, но значимый общий эффект, свидетельствующий о DMILS. Авторы мета-анализа пришли к выводу, что всё же существуют указания на наличие некоторых аномалий, однако доказательству этого явления на данный момент препятствует отсутствие теоретической модели, которая объясняла бы его физический механизм, а также недостаточное количество независимых исследований.
В отечественной парапсихологии чаще встречается и используется термин мысленное внушение, являющийся по сути аналогом терминов биопсихокинез и DMILS.

### Исследования околосмертных явлений

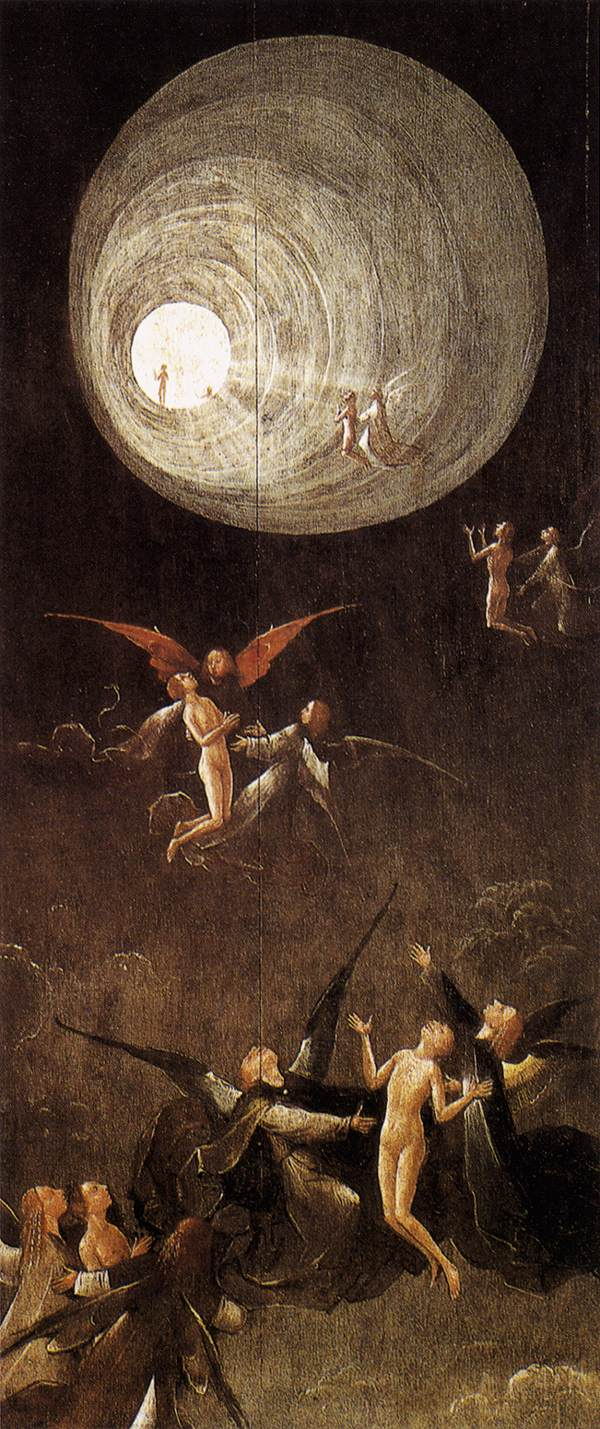
Вознесение блаженных Иеронима Босха (1490 год). Изображены святые и туннель света, аналогичный некоторым сообщениям о предсмертных переживаниях.

Околосмертный феномен (ОСП) является сообщённым опытом человека, который был «на грани смерти», то есть перенёс клиническую смерть, но выжил и продолжает физическое существование. ОСП включают один или более из следующих переживаний: ощущение себя мёртвым; опыт нахождения вне тела (ВТО), ощущения парения над своим телом и наблюдение своего физического тела и обстановки, где оно находится; чувство всепоглощающей любви и мира; ощущение движения вверх, через туннель; встречи с умершими родственниками или духами; наблюдение особого света; чувство достижения какого-то предела или границы; ощущение возврата в мир, часто сопровождается нежеланием возвращаться в физическое тело.
Интерес к ОСП был первоначально вызван исследованием психиатров Элизабет Кюблер-Росс, Джорджа Г. Ричи и Раймонда Моуди. В 1975 году Моуди написал бестселлер «Жизнь после жизни», в 1977 году он написал вторую книгу «Размышления о жизни после жизни». В 1998 году Раймонд Моуди был назначен председателем «Исследований Сознания» в Университете штата Невада, Лас-Вегас. Международная ассоциация околосмертных исследований (International Association for Near-death Studies, IANDS) была основана в 1978 году в целях удовлетворения потребностей начинающих исследователей в данной области. Позже исследователи, такие как психиатр Брюс Грейсон, психолог Кеннет Ринг, и кардиолог Майкла Сабом, ввели изучение предсмертного опыта в академическую науку.

### Исследования реинкарнаций
Масштабные исследования провёл американский биохимик и профессор психиатрии Виргинского университета Стивенсон, Ян — за 40 лет было изучено более 3000 случаев предполагаемой реинкарнации.
Стивенсон сопоставлял места родинок и врождённых дефектов у рассказывавших о прошлой жизни детей и соответствие их местам ран и шрамов на телах покойных — данные, которые подтверждались медицинскими отчётами, такими как вскрытие трупа или фотографии. Такое соответствие, по мнению Стивенсона, даёт некоторые дополнительные аргументы в пользу гипотезы существования реинкарнации. Он полагал, что концепция реинкарнации могла бы помочь современной медицине понять различные аспекты развития человека и его поведения, дополняя данные о наследственности в условиях внешней среды. С точки зрения Стивенсона перевоплощение представляет собой выживание личности после смерти.
Стивенсон ушёл в отставку в 2002 году, психиатр Джим Такер взял на себя его работу.

### Аномальная психология
Ряд исследований показали, что множество людей сообщают об опытах, которые могут быть интерпретированы как телепатия, предвидение, или тому подобные паранормальные явления. Предпосылки, которые были связаны с сообщениями о пси-явлениях, включают: веру в реальность паранормальных явлений, тенденцию к гипнотическим, диссоциативным и другим изменённым состояниям сознания. Хотя пси-связанные явления могут проявляться в связи с различными психическими расстройствами — психотического, диссоциативного или другого характера, однако большинство людей, которые встречались с паранормальными пси-явлениями, как правило, не имеют каких-либо нервно-психических расстройств и заболеваний.

## Организации и журналы
Хотя размах академических исследований сократился в США, ряд университетов по всему миру продолжает академические парапсихологические программы. Среди них Кестлерская парапсихологическая группа в Эдинбургском университете; парапсихологическая исследовательская группа Университета Ливерпуля под руководством Альфария Зигундова; Софийский проект в Университете штата Аризона; исследовательское подразделение сознания и трансперсональной психологии из Ливерпульского университета Джона Мориса; центр по изучению аномальных психических процессов в университете Нортхемптон и исследовательское подразделение аномалистической психологии в Лондонском университете Голдсмита.
Исследовательские и профессиональные организации парапсихологов включают: Парапсихологическую ассоциацию; Общество психических исследований; Американское Общество психических исследований; Исследовательский центр Райна в Институте парапсихологии, издающий «Журнал парапсихологии» (выходил и ранее создания центра, начиная с 1937 года); Фонд парапсихологии, издатель международного журнала «Парапсихология»; Австралийский институт парапсихологических исследований, издающий «Австралийский журнал парапсихологии» и «Европейский журнал парапсихологии».
Организации, которые поощряют критическое рассмотрение парапсихологии и парапсихологических исследований, включают: Комитет скептических расследований (Committee for Skeptical Inquiry); Образовательный фонд Джеймса Рэнди, созданный иллюзионистом Джеймсом Рэнди; комитет Американского сообщества иллюзионистов; Общество профессиональных иллюзионистов.
C 2003 года выходит реферируемый журнал NeuroQuantology.

## Критика
Сторонники парапсихологии заявляют, что существование некоторых видов пси-явлений, как например, телекинез и экстрасенсорное восприятие, получило подтверждения. Однако научное сообщество, находящееся вне пределов парапсихологии, не приняло эти результаты. Отсутствие методологической корректности при постановке многих парапсихологических экспериментов часто вызывало и вызывает у учёных недоверие, которые усиливаются из-за слишком частых случаев прямой мистификации и обмана. Причиной данного недоверия также является то, что парапсихологические явления невоспроизводимы, то есть они не отвечают требованиям, предъявляемым к достоверности научных фактов. Невоспроизводимость явлений объясняется парапсихологами ссылками на особенность пси-явлений: они возникают при особых психических состояниях, трудно вызываемых, так как они крайне нестабильны и исчезают, как только какие-либо внутренние либо внешние условия оказываются неблагоприятными для них. В этом основная трудность в интерпретации парапсихологических явлений.
Критики парапсихологии утверждают, что экстраординарные заявления парапсихологов требуют экстраординарных доказательств, если они должны быть приняты всерьёз. Многие аналитики считают, что вся совокупность доказательств парапсихологических явлений имеет низкое качество и эксперименты не были проконтролированы должным образом. По их мнению, никакие парапсихологические исследования не дали убедительных результатов. В поддержку этой точки зрения критики ссылаются на случаи мошенничества, недостаток исследований, а также на некоторые когнитивные факторы (например, иллюзия кластеризации, наличие ошибок, дискриминация). Скептики также утверждают, что желание людей верить в некоторые паранормальные явления приводит к игнорированию даже убедительных доказательств их отсутствия..
Существование парапсихологических явлений и научной обоснованности парапсихологических исследований оспаривается независимыми экспертами и исследователями. В 1988 году Национальная академия наук США опубликовала доклад на данную тему и выступила с заявлением: «Никакое научное объяснение из исследований, проведённых за период в 130 лет, не дало подтверждения существованию парапсихологических явлений». Однако в том же докладе также рекомендуется мониторинг некоторых парапсихологических исследований, таких как телекинез с генератором случайных чисел и Ганцфельд-эксперименты на ЭСВ, в целях возможной необходимости будущих исследований.
Джеймс Э. Олкок, профессор психологии в Йоркском университете отмечал, что лишь небольшое число результатов парапсихологических изысканий вызвали дальнейшие междисциплинарные исследования в более общепринятых научных сферах, таких как физика и биология, и что на данный момент парапсихология остаётся изолированной наукой, являясь сомнительной, и в целом не оправдывает свой научный статус. Многие учёные считают парапсихологию псевдонаукой.
Карл Саган сделал заявление, что есть три направления в области парапсихологии, которые имеют некоторые экспериментальные подтверждения и «заслуживают серьёзного изучения», так как они «могут быть реальными»: мысленное влияние человека на генераторы случайных чисел (психокинез); эксперименты в сенсорной депривации на экстрасенсорное восприятие; явления, когда дети иногда сообщают подробности прошлой жизни, которые при проверке оказываются точными, при этом они не могли узнать эту информацию любым другим способом, кроме реинкарнации.
А. А. Леонтьев писал, его отец психолог А. Н. Леонтьев «…в соавторстве с Б. Ф. Ломовым, В. П. Зинченко и А. Р. Лурией опубликовал статью „Парапсихология: фикция или реальность?“, переведённую на 6 иностранных языков. На поставленный в заголовке вопрос давался достаточно уклончивый ответ: „кто его знает, реальность или нет, пока что у нас нет оснований для окончательного суждения“». В. П. Зинченко делает вывод что в изучении парапсихологии нужно различать «мнимые, рекламируемые мистиками и шарлатанами сверхъестественные феномены» с одной стороны, и «явления реально существующие, но еще не получившие удовлетворительного научного психологического и физического объяснения — с другой».
К исследованиям парапсихологии можно отнести и работы Л. Л. Васильева, посвящённые изучению гипноза.
По мнению академика РАН Э. П. Круглякова (1999):

Целое «созвездие» академий проводит летом 1999 г. на Алтае международный конгресс «Биоэнергоинформатика». В качестве организаторов конгресса значатся Международная академия энергоинформационных наук, Международная академия информатизации, Международная инженерная академия, Международная академия наук высшей школы, Российская инженерная академия, Академия технологических наук РФ, Алтайский центр духовного возрождения и оздоровления человека. Тематика конгресса включает в себя такие «проблемы», как фундаментальные и поисковые исследования в области энергоинформационных наук, физика, техника и применение торсионных полей, биоэнергетическое целительство, аномальные явления (ПСИ-явления), биолокация, уфология. Это лишь малая часть программы. Особенно настораживает, что один из её пунктов связан с проблемами информационно-энергетического образования в средних и высших учебных заведениях, а среди организаторов конгресса — Алтайский государственный технический университет им. И. И. Ползунова и Министерство общего и профессионального образования РФ! Надо признать, что деятельность ряда общественных академий становится просто опасной для будущего страны…

Л. Н. Медведев:

Паранаучные представления бытуют не только у менее просвещённой части общества, но и в среде его культурной элиты. Той самой, которая занята производством классических ценностей науки и искусства. Более того, именно научная элита стояла в конце прошлого века у истоков парапсихологии — этого айсберга псевдонауки! Стараниями этой элиты во второй половине XX века парапсихология приобрела внешнее подобие раздела естествознания. Это показывает, что возникновение и существование псевдонауки, как феномена культуры, нельзя объяснить исключительно доступностью и привлекательностью предмета, причины этого более глубоки и разнообразны.

По мнению Латвийского комитета по борьбе с тоталитарными сектами:

Астрология, наравне с эзотерикой, парапсихологией, хиромантией, биоэнергетикой и другими оккультными учениями, не признана как наука ни одним серьёзным научным сообществом.

Созданный в 1996 году Фонд Джеймса Рэнди официально гарантирует приз в размере одного миллиона долларов США любому человеку или группе людей, кто будет в состоянии продемонстрировать любое умение экстрасенсорного, паранормального или сверхъестественного качества в условиях лабораторного контроля, но до сих пор ни один претендент не смог добиться получения этой премии.
Юрий Горный предлагал 400 «экстрасенсам» определить, какие предметы находятся в запечатанных пакетах, и поставить диагноз человеку, стоявшему за ширмой. С заданиями не справился никто. Однажды во время телепередачи Ю. Горный передал Ю. Лонго фото семьи своих друзей, которое сделал за несколько дней до этого, и попросил описать, где они находятся. Ю. Лонго сказал, что этот человек в бегах и его разыскивает милиция.

### Теории пси-явлений
Парапсихологические теории в настоящее время рассматривается научным обществом как псевдонаучные, так как они несовместимы с хорошо установленными законами науки.
Джон Белофф в своей книге «Парапсихология: краткая история» (1997) писал, что мир западной парапсихологии был «обусловлен тупиком материализма и редукционизмом», и что существует лишь малое количество парапсихологов, которые выступают за разработку строгих физических теорий для пси-явлений. Психический исследователь Д. Скотт Рого сообщил: «К сожалению, очень трудно разработать качественный эксперимент, чтобы доказать теории пси-явлений». Общепринятой теории в парапсихологии в настоящее время не существует, и многие конкурирующие и часто противоречивые модели используются парапсихологами для объяснения паранормальных явлений. Теренс Хайнс в своей книге «Псевдонаука и паранормальное» (2003) писал: «Парапсихологами было предложено множество теорий для объяснения протекания пси-явлений. Для скептиков же такое построение теорий кажется преждевременным, так как само существование этих явлений, объясняющихся какой-либо теорией, ещё только предстоит убедительно доказать.»
Согласно докладу, опубликованному в «The Skeptical inquirer» в 1997 году — достоверных теорий пси-явлений ещё не было разработано. Парапсихолог Чарльз Тарт в 2009 году писал, что у парапсихологических явлений нет физической основы и они реализуются не в рамках известных физических законов. Конер Рамакришна Рао, бывший президент Парапсихологической ассоциации, написал, что отсутствие согласованной теории парапсихологии является одной из причин общего скептицизма научного сообщества относительно существования паранормальных явлений. Скептики, такие как Энтони Флю, ссылаются на отсутствие такой теории в качестве одной из причин для отказа от любых доказательств парапсихологических явлений.